# Goliki
Goliki és un poble deshabitat de Croàcia que es troba al Comtat de Primorje – Gorski Kotar i pertany al municipi de Brod Moravice. L'últim cens en el qual encara era habitat fou el del 1971, quan tenia 4 habitants.